# De Pere
De Pere ist eine Stadt (mit dem Status „City“) im Brown County im US-amerikanischen Bundesstaat Wisconsin. Das U.S. Census Bureau ermittelte bei der Volkszählung 2020 eine Einwohnerzahl von 25.410.
De Pere ist Bestandteil der Metropolregion um die Stadt Green Bay. 

## Geografie
De Pere liegt im Osten Wisconsins, beiderseits des Fox River, 11 km oberhalb von dessen Mündung in die Green Bay, einen Teil des Michigansees. Das Stadtgebiet erstreckt sich über eine Fläche von 31,86 km², die sich auf 29,99 km² Land- und 1,87 km² Wasserfläche verteilen. 
Benachbarte Orte von De Pere sind Allouez und Bellevue (an der nordöstlichen Stadtgrenze), Denmark (26,9 km südöstlich), Greenleaf (16 km südlich), Wrightstown (südöstlich), Little Rapids (an der südöstlichen Stadtgrenze), Hobart (11,8 km westnordwestlich) und Ashwaubenon an der nordwestlichen Stadtgrenze.
Das Stadtzentrum von Green Bay liegt 9,7 km nordöstlich von De Pere. Die weiteren nächstgelegenen größeren Städte sind Milwaukee (186 km südlich), Chicago (331 km in der gleichen Richtung), Wisconsins Hauptstadt Madison (212 km südwestlich), Eau Claire (310 km westlich), die Twin Cities in Minnesota (456 km in der gleichen Richtung) und Duluth am Oberen See in Minnesota (532 km nordwestlich).

## Verkehr

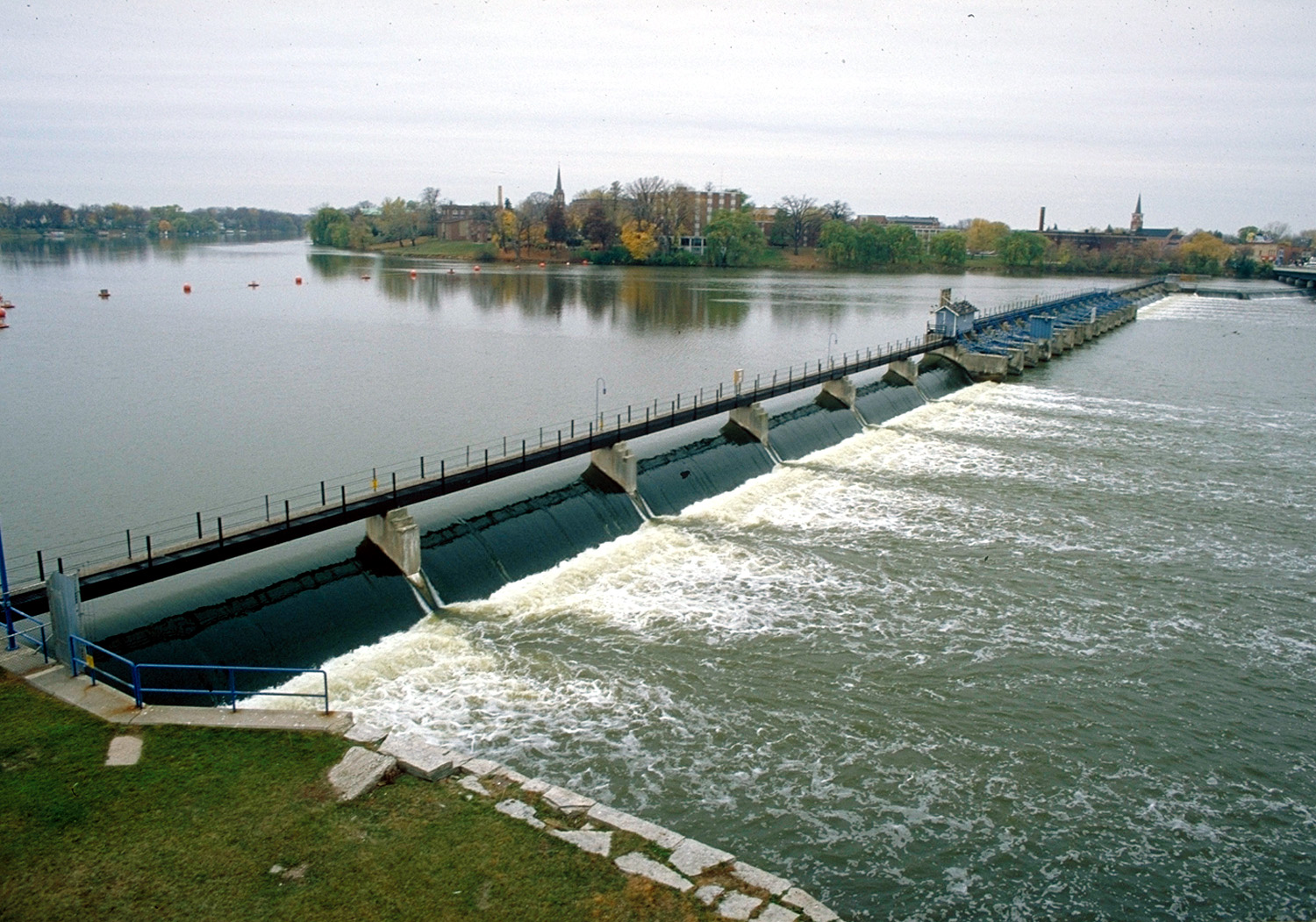
Stauwerk in De Pere

Der Fox River ist durch Stauwerke und Schleusen für Binnenschiffe befahrbar, die zwischen dem Hafen von Green Bay über den Fox-Wisconsin Waterway das Stromgebiet des Mississippi erreichen können. 
Der vierspurig ausgebaute U.S. Highway 41 verläuft entlang der nordwestlichen Stadtgrenze von De Pere. Der Wisconsin State Highways 32 und 57 treffen im Stadtzentrum von De Pere zusammen. Alle weiteren Straßen sind untergeordnete Landstraßen, teils unbefestigte Fahrwege sowie innerstädtische Verbindungsstraßen.
Durch De Pere verläuft eine Eisenbahnstrecke der heute zur Canadian National Railway gehörenden Wisconsin Central.
Mit dem Austin Straubel International Airport in Green Bay befindet sich 11,9 km nordwestlich der nächste Flughafen. Die nächsten Großflughäfen sind der Milwaukee Mitchell International Airport in Milwaukee (199 km südlich), der O’Hare International Airport in Chicago (311 km in der gleichen Richtung) und der Minneapolis-Saint Paul International Airport (459 km westlich).

## Bevölkerung
Nach der Volkszählung im Jahr 2010 lebten in De Pere 23.800 Menschen in 9254 Haushalten. Die Bevölkerungsdichte betrug 793,6 Einwohner pro Quadratkilometer. In den 9254 Haushalten lebten statistisch je 2,39 Personen. 
Ethnisch betrachtet setzte sich die Bevölkerung zusammen aus 94,0 Prozent Weißen, 0,9 Prozent Afroamerikanern, 1,2 Prozent amerikanischen Ureinwohnern, 1,5 Prozent Asiaten sowie 0,7 Prozent aus anderen ethnischen Gruppen; 1,8 Prozent stammten von zwei oder mehr Ethnien ab. Unabhängig von der ethnischen Zugehörigkeit waren 2,1 Prozent der Bevölkerung spanischer oder lateinamerikanischer Abstammung. 
23,8 Prozent der Bevölkerung waren unter 18 Jahre alt, 64,5 Prozent waren zwischen 18 und 64 und 11,7 Prozent waren 65 Jahre oder älter. 52,1 Prozent der Bevölkerung war weiblich.
Das mittlere jährliche Einkommen eines Haushalts lag bei 54.477 USD. Das Pro-Kopf-Einkommen betrug 25.932 USD. 7,4 Prozent der Einwohner lebten unterhalb der Armutsgrenze.

## Städtepartnerschaft
Partnerstadt von de Pere ist Åmål in Schweden.

## Bekannte Bewohner
- Todd Buffa (1952–2012), Jazzsänger und Arrangeur, geboren und  aufgewachsen in De Pere
- Robert John Cornell (1919–2009), katholischer Priester und demokratischer Abgeordneter des US-Repräsentantenhauses (1975–1979),[5] lebte bis zu seinem Tod in De Pere
- Mark Andrew Green (* 1960), republikanischer Abgeordneter des US-Repräsentantenhauses (1999–2007),[6] besuchte die Schule in De Pere
- Robert J. Havighurst (1900–1991), Erziehungswissenschaftler und Soziologe, in De Pere geboren
- James F. Hughes (1883–1940), demokratischer Abgeordneter des US-Repräsentantenhauses (1933–1935),[7] lebte viele Jahre in De Pere und ist auf dem Cady Cemetery beigesetzt[8]